# Anobra
Anobra est une paroisse civile portugaise (en portugais : freguesia) de la municipalité de Condeixa-a-Nova dans le district de Coimbra.

## Géographie
La réserve naturelle du marécage d'Arzila (Reserva Natural do Paul de Arzila) est située sur le territoire des paroisses d'Anobra, Pereira et Taveiro, Ameal e Arzila. D'une superficie de 585 ha (dont 253 à Anobra), elle accueille environ 400 espèces végétales et 180 espèces animales (dont 126 oiseaux).

## Démographie
Lors du recensement de 2021, Anobra compte 1 249 habitants.